# Autoridad Portuaria de Nueva York y Nueva Jersey
La Autoridad Portuaria de Nueva York y Nueva Jersey (en inglés: Port Authority of New York and New Jersey, conocida también por sus siglas; PANYNJ) es un organismo de administración portuaria biestatal de Estados Unidos, establecido en 1921 (como la Autoridad del Puerto de Nueva York) mediante un pacto interestatal, que opera la mayoría de la infraestructura regional de transporte, incluyendo los puentes, túneles, aeropuertos y puertos dentro del Puerto de Nueva York y Nueva Jersey. Su distrito de 3.900 km² se define como un círculo con radio 40 km centrado en la Estatua de la Libertad en Nueva York y Nueva Jersey.
La Autoridad Portuaria opera la Terminal Marítima Port Newark-Elizabeth, que procesó la tercera mayor cantidad de tráfico marítimo de todos los puertos de los Estados Unidos en 2004 y la mayor cantidad en la Costa Este de los Estados Unidos. La Autoridad Portuaria también opera cruces del río Hudson, incluyendo el túnel Holland, el túnel Lincoln y el puente George Washington, que conectan a Nueva Jersey con Manhattan, además de tres cruces que conectan a Nueva Jersey con Staten Island. La Terminal de Autobuses de la Autoridad Portuaria (Port Authority Bus Terminal) y el sistema ferroviario PATH también están operados por la Autoridad Portuaria, además de los aeropuertos LaGuardia, John F. Kennedy, Libertad de Newark, Teterboro y Stewart, ubicado cerca de Newburgh, Nueva York, a 88,5 km al norte de la ciudad de Nueva York. La agencia posee un Departamento Policial propio que consta de 1.600 integrantes, el cual se encarga de proveer seguridad e impedir la actividad criminal en instalaciones administradas y operadas por la Autoridad Portuaria.
Aunque la Autoridad Portuaria sí gestiona mucha de la infraestructura de transporte en la zona, algunos puentes, túneles y otras instalaciones de transporte no se incluyen. El Departamento de Transporte de la ciudad de Nueva York se encarga de la Balsa de Staten Island y de la mayoría de los puentes en la ciudad. La Autoridad Triborough de Puentes y Túneles (Triborough Bridge and Tunnel Authority) se encarga de otros puentes y túneles en la zona. Autobuses, ferrocarriles metropolitanos y ferrocarriles regionales operados por la Autoridad de Tránsito de la ciudad de Nueva York (New York City Transit Authority) controlada por la MTA (Autoridad de Transporte Metropolitano), además de autobuses, ferrocarriles regionales y ferrocarriles livianos operados por New Jersey Transit también funcionan independientemente de PANYNJ.

## Historia
En los primeros años del siglo XX, había polémicas entre los estados de Nueva Jersey y Nueva York, acerca de las cargas ferroviarias y los límites interestatales. En ese entonces, las líneas ferroviarias terminaban del lado del puerto correspondiente a Nueva Jersey, mientras la navegación de océano se centraba en Manhattan y Brooklyn. Por lo tanto, para transportar las cargas entre el puerto y los ferrocarriles, había necesidad de despacharlas por barcazas que cruzaban el Río Hudson. En 1916, Nueva Jersey lanzó un juicio contra Nueva York sobre la cuestión de las cargas ferroviarias, lo cual provocó que la Comisión de Comercio Interestatal (Interstate Commerce Commission o ICC) emitiera una orden que ambos estados trabajaran juntos, subordinando sus propios intereses al interés público. La Comisión de Desarrollo Portuario (Harbor Development Commission), un consejo conjunto convocado en 1917, recomendó que se estableciera una autoridad biestatal para supervisar el desarrollo económico eficiente del distrito portuario. La Autoridad del Puerto de Nueva York fue establecida el 30 de abril de 1921, mediante un pacto interestatal entre los estados de Nueva Jersey y Nueva York. Ésta fue la primera agencia de este tipo en los Estados Unidos, creada bajo una provisión en la Constitución de los Estados Unidos que permite pactos interestatales. La idea de la Autoridad Portuaria fue concebida durante la Época Progresista, la cual buscaba la reducción de la corrupción política y el aumento de la eficiencia gubernamental. Con la Autoridad Portuaria distanciada de presiones políticas, fue capaz de desarrollar proyectos de infraestructura de mayor plazo sin importar los ciclos electorales y de una manera más eficiente. A lo largo de su historia, ha habido inquietudes acerca de la presencia o la ausencia de responsabilidad democrática en la Autoridad Portuaria.

### Cruces del Río Hudson

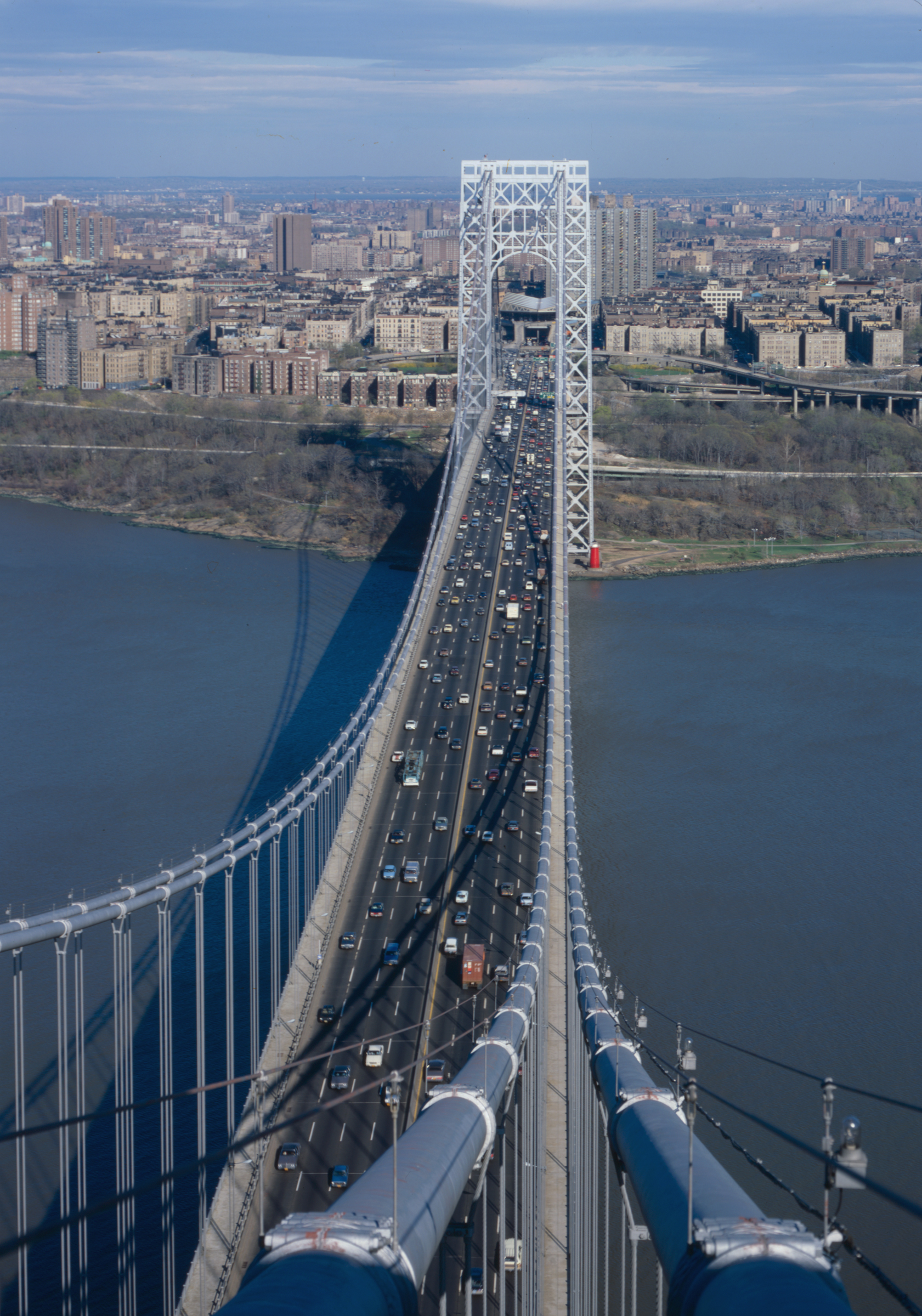
Puente George Washington.

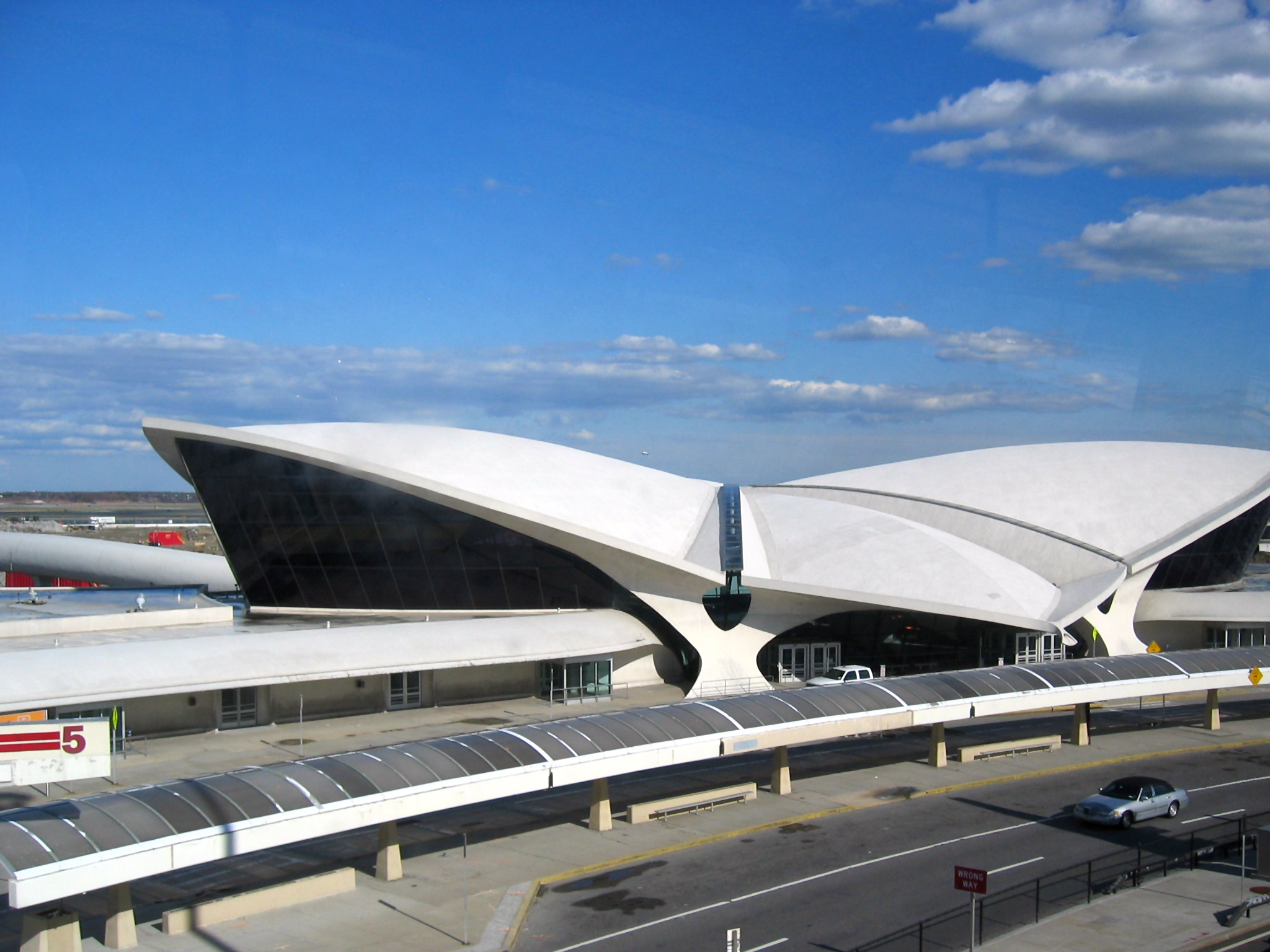
Aeropuerto Internacional John F. Kennedy.

Al principio del siglo XX, no había cruces por puente ni por túnel entre los dos estados. El Túnel Holland fue construido bajo una agencia independiente y abrió en 1924, con la planificación y la construcción ocurriendo antes de la fundación de la Autoridad Portuaria. Debido al aumento del tránsito automotor, había demanda por más cruces del Río Hudson. Empleando su habilidad de emitir bonos y recaudar ingresos, la Autoridad Portuaria ha construido y gestionado importantes proyectos de infraestructura. Los primeros proyectos incluyeron puentes cruzando el Arthur Kill, el cual separa a Staten Island de Nueva Jersey. El Puente Goethals, nombrado por el ingeniero jefe de la Comisión General del Canal de Panamá George Washington Goethals, conectó Elizabeth, Nueva Jersey con Howland Hook, Staten Island. En el extremo sur del Arthur Kill, el puente Outerbridge Crossing fue construido por el primer presidente de la Autoridad Portuaria, Eugenius Harvey Outerbridge y debe su nombre a él. La construcción de ambos puentes se completó en 1928. El Puente Bayonne, abierto en 1931, fue construido cruzando el estrecho del Kill Van Kull, conectando Staten Island con la ciudad de Bayonne, Nueva Jersey.
En 1927 se comenzó la construcción del puente George Washington, vinculando la parte norte de Manhattan con Fort Lee, Nueva Jersey, bajo la supervisión del ingeniero jefe de la Autoridad Portuaria, Othmar H. Ammann. El puente fue completado en octubre de 1931, antes de lo anticipado y con costos muy bajos respecto a las estimaciones. Esta eficiencia exhibida por la Autoridad Portuaria asombró al Presidente Franklin D. Roosevelt, quien utilizó este modelo en la creación de la Autoridad del Valle de Tennessee (Tennessee Valley Authority) y otras entidades de este tipo.
En 1930, el Túnel Holland fue puesto bajo el control de la Autoridad Portuaria, lo cual le proveía ingresos significativos, provienientes del cobro de peajes. Durante el fin de los 1930 y el comienzo de los 1940, el Túnel Lincoln fue construido, conectando Nueva Jersey con el Midtown de Manhattan.

### Época de Austin J. Tobin

#### Aeropuertos
En 1942, Austin J. Tobin fue nombrado Director Ejecutivo de la Autoridad Portuaria. En el período posterior a la Segunda Guerra Mundial, la Autoridad Portuaria expandió sus operaciones para incluir aeropuertos y terminales marítimas, con proyectos incluyendo el Aeropuerto Internacional Libertad de Newark y la Terminal Marítima Port Newark-Elizabeth. Mientras tanto, en 1939, el Campo La Guardia (La Guardia Field), perteneciente a la ciudad, se estaba acercando a su capacidad y necesitaba de mejoras y expansiones costosas. En ese entonces, los aeropuertos se operaban como artículos de gancho y a la ciudad se le hacía difícil mantener el statu quo, ya que la pérdida de dinero hacía inviable la realización de las expansiones necesarias. La ciudad buscaba entregar los aeropuertos a una autoridad pública, posiblemente a la Autoridad Triborough de Puentes y Túneles de Robert Moses. Luego de largas negociaciones con la ciudad de Nueva York, un contrato de 50 años, a partir del 31 de mayo de 1947, le fue otorgado a la Autoridad Portuaria de Nueva York para la rehabilitación, el desarrollo y la operación del Aeropuerto LaGuardia (entonces el Campo LaGuardia), el Aeropuerto Internacional John F. Kennedy (entonces el Aeropuerto Idlewild) y el Campo Floyd Bennett. La Autoridad Portuaria transformó a los aeropuertos en instalaciones rentables mediante la adición de tiendas y restaurantes.

#### World Trade Center

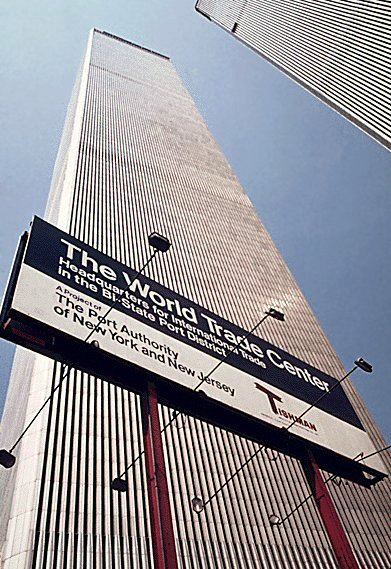
World Trade Center (1973).

Durante el período posterior a la Segunda Guerra Mundial, Estados Unidos prosperaba económicamente, con el comercio internacional en aumento. Fue en este ambiente económico que fue concebido el concepto de establecer un centro mundial de comercio. En ese entonces, el crecimiento económico se concentraba en Midtown Manhattan, con Lower Manhattan excluido. Una excepción notable fue la construcción de One Chase Manhattan Plaza en el distrito financiero, por David Rockefeller quien lideraba esfuerzos de renovación urbana en Lower Manhattan.
En los planes iniciales hechos públicos en 1961, se declaraba que el World Trade Center (Centro Mundial de Comercio) se construyera en un sitio sobre el Río Este. Objeciones al plan vinieron del Gobernador de Nueva Jersey Robert B. Meyner, quien resentía que Nueva York recibiera este proyecto de 335 millones de dólares. Mientras tanto, el Ferrocarril Hudson y Manhattan (Hudson and Manhattan Railroad o H&M) de Nueva Jersey se encontraba frente a la quiebra. El director ejecutivo de la Autoridad Portuaria, Austin J. Tobin aceptó tomar control del Ferrocarril H&M, a cambio del apoyo de Nueva Jersey para el proyecto del World Trade Center. Como parte de esta adquisición, la Autoridad Portuaria rehabilitaría los túneles Downtown y Uptown del Río Hudson. La Autoridad Portuaria también obtendría la Terminal Hudson además de los edificios deteriorados ubicados por encima de la terminal en Lower Manhattan. La Autoridad Portuaria decidió derribar estos edificios y utilizar este sitio sobre el Río Hudson para el World Trade Center.
Aun después de que el acuerdo entre los estados de Nueva Jersey y Nueva York y la Autoridad Portuaria se finalizara, el plan del World Trade Center se encontraba frente a controversia continua. El alcalde de la ciudad de Nueva York, Robert F. Wagner, Jr., planteó inquietudes acerca de la inclusión limitada de la ciudad en negociaciones y deliberaciones con la Autoridad Portuaria. En el sitio estaban ubicados negocios de electrónica de Radio Row y los planes del World Trade Center incluían el desalojo de cientos de locatarios comerciales e industriales, propietarios, pequeños negocios y aproximadamente 100 residentes, algunos de los cuales protestaban de manera feroz contra el traslado obligado.
En 1964, Minoru Yamasaki fue contratado por la Autoridad Portuaria como arquitecto y a él se le ocurrió la idea de torres gemelas. Para cumplir con el requisito de la Autoridad Portuaria de construir 930.000 m² de espacio para oficinas, las torres serían de 110 pisos de altura cada una. El tamaño del proyecto provocó ira de parte del propietario del edificio Empire State, el cual perdería su título como el edificio más alto del mundo. Otros detractores se oponían a la idea de este espacio de oficinas muy subvencionado siendo puesto en el mercado abierto, entrando en competencia con el sector privado. Otros se preocupaban por el costo del proyecto, el cual se había aumentado en 1966 a 575 millones de dólares. Negociaciones finales entre la ciudad de Nueva York y la Autoridad Portuaria se centraban en cuestiones impositivas. Un acuerdo final se realizó dictando que la Autoridad Portuaria realizaría pagos anuales en lugar de impuestos, por el 40 por ciento del World Trade Center que se arrendaría a locatarios privados. El espacio restante sería ocupado por agencias gubernamentales estatales y federales. En 1962, la Autoridad Portuaria había inscrito al Servicio Aduanero de los Estados Unidos como locatario y en 1964 firmaron un acuerdo con el Estado de Nueva York para ubicar oficinas gubernamentales en el World Trade Center.
En agosto de 1968, se comenzó la construcción de la torre norte del World Trade Center, con la construcción de la torre sur comenzando en enero de 1969. Cuando se completó la construcción de las torres gemelas del World Trade Center, los costos a la Autoridad Portuaria habían alcanzado los 900 millones de dólares. La dedicatoria de los edificios se realizó el 4 de abril de 1973 con Tobin, quien había renunciado el año anterior, ausente de las ceremonias.

### La época después de Tobin
En 1972, William Ronan fue elegido para seguir a Austin Tobin como Director Ejecutivo de la Autoridad Portuaria. También en 1972, el nombre de relaciones públicas de la agencia se cambió a La Autoridad Portuaria de Nueva York y Nueva Jersey (pero la agencia no consiguió el consentimiento del Congreso, de quienes habían recibido su carta fundacional) y además se implementaron cambios estructurales.
En los años 1990, la Autoridad Portuaria se encontraba frente a controversias, con el alcalde Rudolph Giuliani acusando a la Autoridad Portuaria de mala gestión. Él criticó a la Autoridad Portuaria por derivar ingresos aeroportuarios para apoyar el servicio PATH y otros proyectos en Nueva Jersey. Giuliani aun llegó a proponer la disolución de la Autoridad Portuaria, con el gobernador de Nueva York George Pataki también sugiriendo una disolución.

### Atentados del 11 de septiembre de 2001
Los atentados terroristas del 11 de septiembre de 2001 y el derrumbe posterior de los edificios del World Trade Center tuvieron un impacto inmenso sobre la Autoridad Portuaria. Con las oficinas centrales de la Autoridad Portuaria ubicadas en 1 World Trade Center, se volvió privada de una base de operaciones y sostuvo una gran cantidad de bajas. Aproximadamente 1.400 empleados de la Autoridad Portuaria trabajaban en el World Trade Center. La Autoridad Portuaria perdió 84 empleados en total, incluyendo a 37 oficiales de la Policía de la Autoridad Portuaria, su Director Ejecutivo, Neil D. Levin y su superintendente policial, Fred V. Morrone. En los esfuerzos de rescate posteriores al derrumbe, dos oficiales policiales de la Autoridad Portuaria, John McLoughlin y Will Jimeno, fueron extraídos con vida después de pasar casi 24 horas bajo nueve metros de escombros. Su rescate fue representado más adelante en la película de Oliver Stone, World Trade Center.

## Gobierno
La Autoridad Portuaria está encabezada de manera conjunta por los gobernadores de Nueva York y Nueva Jersey. Cada gobernador, con la aprobación de su respectivo senado estatal, nombra seis miembros al Consejo de Comisionados, quienes sirven mandatos parcialmente coincidentes de seis años sin remuneración. A partir de septiembre de 2008 los comisionados son Anthony R. Coscia (NJ, presidente), Henry R. Silverman (NY, vicepresidente), Virginia S. Bauer (NJ), Bruce A. Blakeman (NY), Michael J. Chasanoff (NY), Fred P. Hochberg (NJ), H. Sidney Holmes III (NY), David S. Mack (NY), Raymond M. Pocino (NJ), David S. Steiner (NJ) y Anthony J. Sartor (NJ). Un gobernador puede vetar acciones realizadas por los comisionados del mismo estado. Las reuniones del Consejo de Comisionados son públicas. Los integrantes del Consejo de Comisionados típicamente son titanes de negocio y personas con influencia política, quienes mantienen relaciones estrechas con sus respectivos Gobernadores.
Económicamente, la Autoridad Portuaria no tiene poder de recaudación de impuestos y no recibe dinero de impuestos de ningún gobierno local ni estatal. En cambio, opera con los ingresos provenientes de sus alquileres, peajes, cuotas e instalaciones.
Un Director Ejecutivo es nombrado por el Consejo de Comisionados para manejar las operaciones cotidianas y ejecutar las normas de la Autoridad Portuaria. A partir de septiembre de 2008 Christopher Ward es el director Ejecutivo de la Autoridad Portuaria, luego de ser nominado por el gobernador de Nueva York David Paterson.

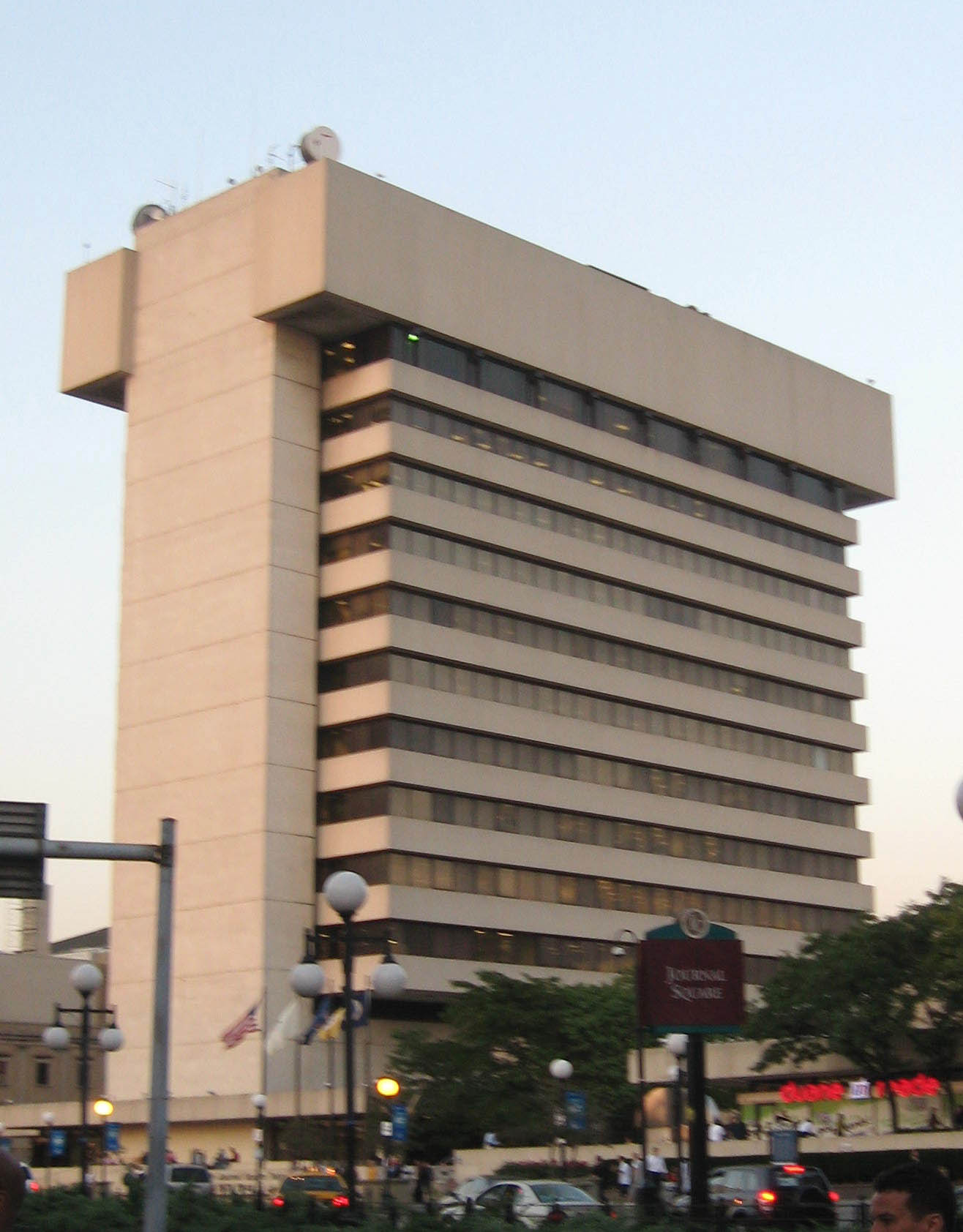
Oficinas centrales en Journal Square.

### Directores ejecutivos anteriores
- Eugenius H. Outerbridge (de 1921 a 1924)[9]
- Austin J. Tobin (de 1942 a 1972)
- William Ronan (de 1972 a ?)
- Peter C. Goldmark
- Stephen Berger
- Stan Bresnoff
- George Marlin
- Robert E. Boyle
- Neil D. Levin (2001)
- Joseph J. Seymour
- Kenneth J. Ringler, Jr.[26]
- Anthony Shorris

## Instalaciones

La PANYNJ procesa la tercera mayor cantidad de tráfico marítimo estadounidense, en toneladas, con sólo Houston y Louisiana del Sur procesando más.

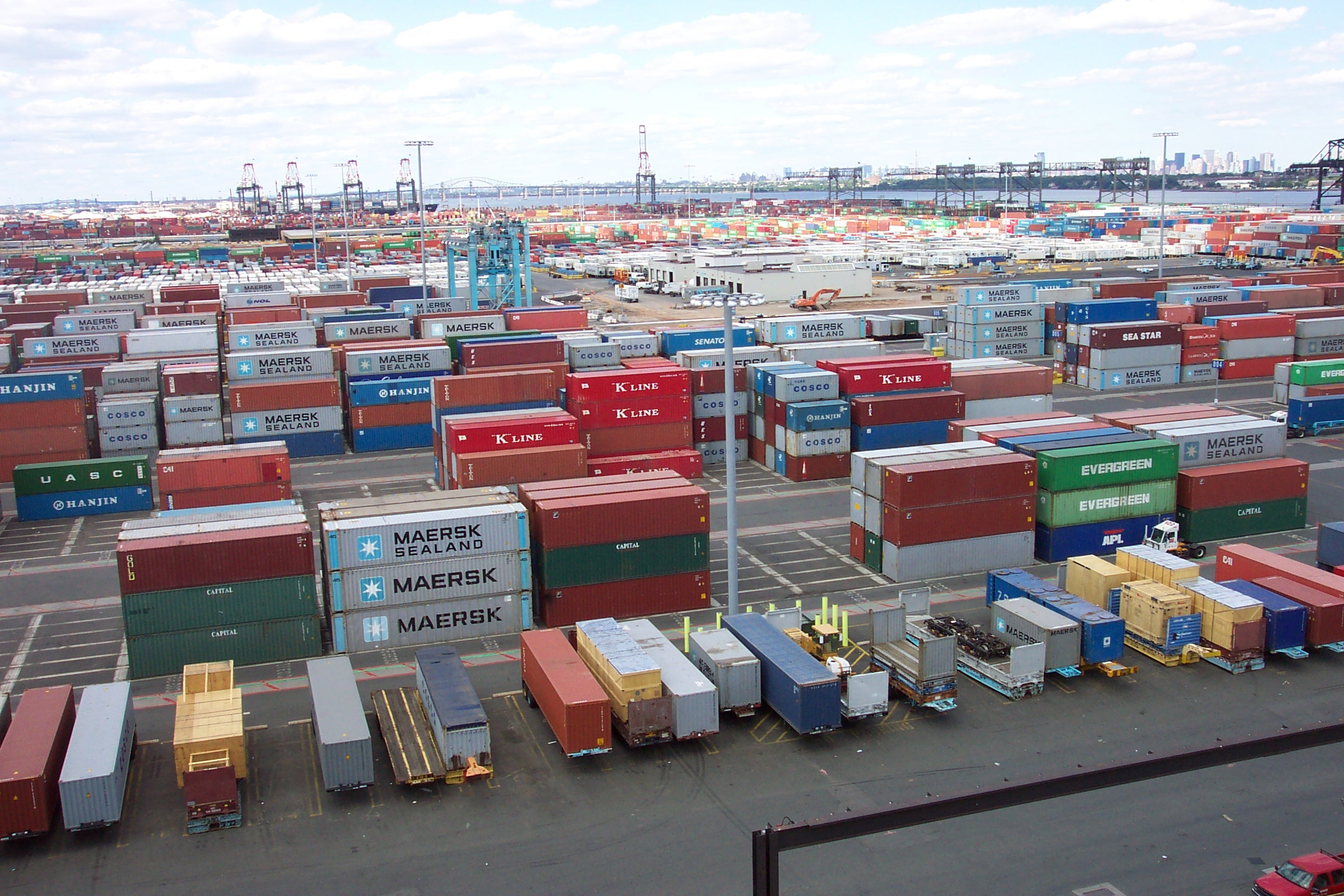
Parte de la terminal de contenedores A. P. Moller en Port Elizabeth.

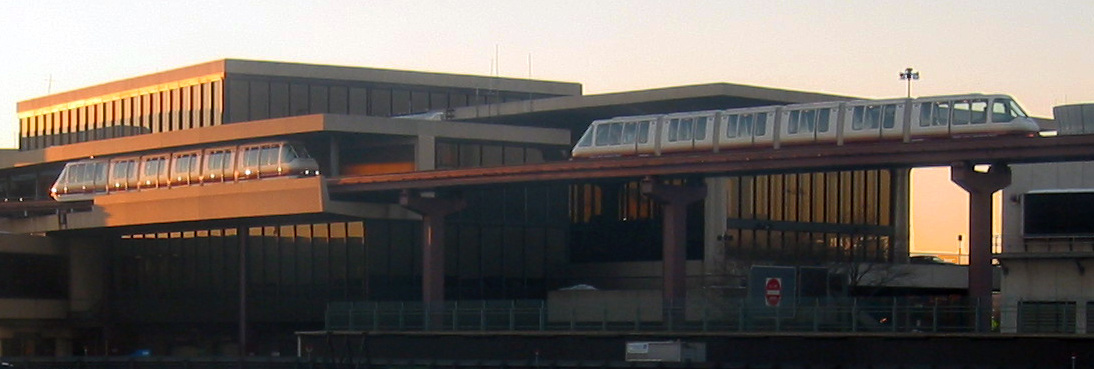
AirTrain Newark en el Aeropuerto Internacional Libertad de Newark.

La Autoridad Portuaria de Nueva York y Nueva Jersey gestiona y mantiene infraestructura crítica para la red de comercio y transporte de la región de Nueva York y Nueva Jersey—los cuatro aeropuertos de la región, el puerto de Nueva York y Nueva Jersey, el sistema de tránsito ferroviario PATH, seis túneles y puentes entre Nueva York y Nueva Jersey, la Terminal de Autobuses de la Autoridad Portuaria en Manhattan y el sitio del World Trade Center.

### Puertos
El Puerto de Nueva York/Nueva Jersey es el mayor complejo portuario en la Costa Este de Norteamérica y se encuentra al centro del mercado consumidor más concentrado y próspero del mundo, con acceso inmediato a las redes interestatales de carretera y ferrocarril más extensas de la región. Además, la Autoridad Portuaria supervisa directamente la operación de siete terminales de carga en la región de Nueva York y Nueva Jersey. Cada terminal ofrece servicios completos de navegación, servicios ferroviarios y de transporte por camión.
La Autoridad Portuaria opera los siguientes puertos:
- Auto Marine Terminal en Bayonne y Jersey City, Nueva Jersey
- Terminal Marítima de la Autoridad Portuaria de Brooklyn (Brooklyn Port Authority Marine Terminal) (una terminal combinada de los Muelles de Brooklyn (Brooklyn Piers) y la Terminal de Contenedores de Red Hook) en Red Hook, Brooklyn, Nueva York
- Terminal Marítima Howland Hook en Staten Island
- Terminal Marítima Port Newark-Elizabeth en Elizabeth, Nueva Jersey

La Terminal Marítima Port Newark-Elizabeth fue el primer puerto del país en adoptar contenedores, A partir de 2004, los puertos de la Autoridad Portuaria procesan la tercera mayor cantidad de tráfico marítimo de todos los puertos estadounidenses, medido en toneladas.

### Aeropuertos
La Autoridad Portuaria opera los siguientes aeropuertos:
- Aeropuerto Internacional John F. Kennedy (Queens, Nueva York)
- Aeropuerto LaGuardia (Queens, Nueva York)
- Aeropuerto Internacional Libertad de Newark (Newark y Elizabeth, Nueva Jersey)
- Aeropuerto Internacional Stewart (Newburgh, Nueva York)
- Aeropuerto de Teterboro (Teterboro, Nueva Jersey)

Los aeropuertos Kennedy y LaGuardia pertenecen a la ciudad de Nueva York y están arrendados a la Autoridad Portuaria por razones operativas. Libertad de Newark pertenece a la ciudad de Newark y también está arrendado a la Autoridad. En 2007, el Aeropuerto Internacional Stewart, perteneciente al Estado de Nueva York, fue arrendado a la Autoridad Portuaria.

### Helipuertos
La Autoridad opera el Helipuerto de Downtown Manhattan (Manhattan, Nueva York).

### Puentes y túneles
Otras instalaciones gestionadas por la Autoridad Portuaria incluyen el Túnel Lincoln, el Túnel Holland y el Puente George Washington, que conectan Manhattan con el norte de Nueva Jersey; el Puente Goethals, el puente Outerbridge Crossing y el Puente Bayonne, que conectan a Staten Island con Nueva Jersey. El peaje en efectivo para vehículos de pasajeros cruzando de Nueva Jersey a la ciudad de Nueva York es de 8 dólares; no hay peaje cruzando de Nueva York a Nueva Jersey. Descuentos están disponibles mediante el sistema de cobro electrónico de peajes E-ZPass sólo fuera de horas pico (punta). El peaje descontado para E-ZPass fuera de la hora pico es de 6 dólares y el peaje descontado en la hora pico es de 8 dólares. La hora pico es de 6 a 9 horas y 16 a 19 horas en los días de semana y 12 a 20 horas en los fines de semana. Horarios fuera de la hora pico también incluyen el período completo de las 24 horas en Año Nuevo, Día Memorial, Día de la Independencia, Día del Trabajo, Día de Acción de Gracias y Día de Navidad (el descuento anterior de E-ZPass para horas pico fue eliminado como parte del aumento de peajes del 2 de marzo de 2008). La Autoridad Portuaria sirve de propietario de todos estos puentes y túneles.

### Tránsito de autobús y ferrocarril

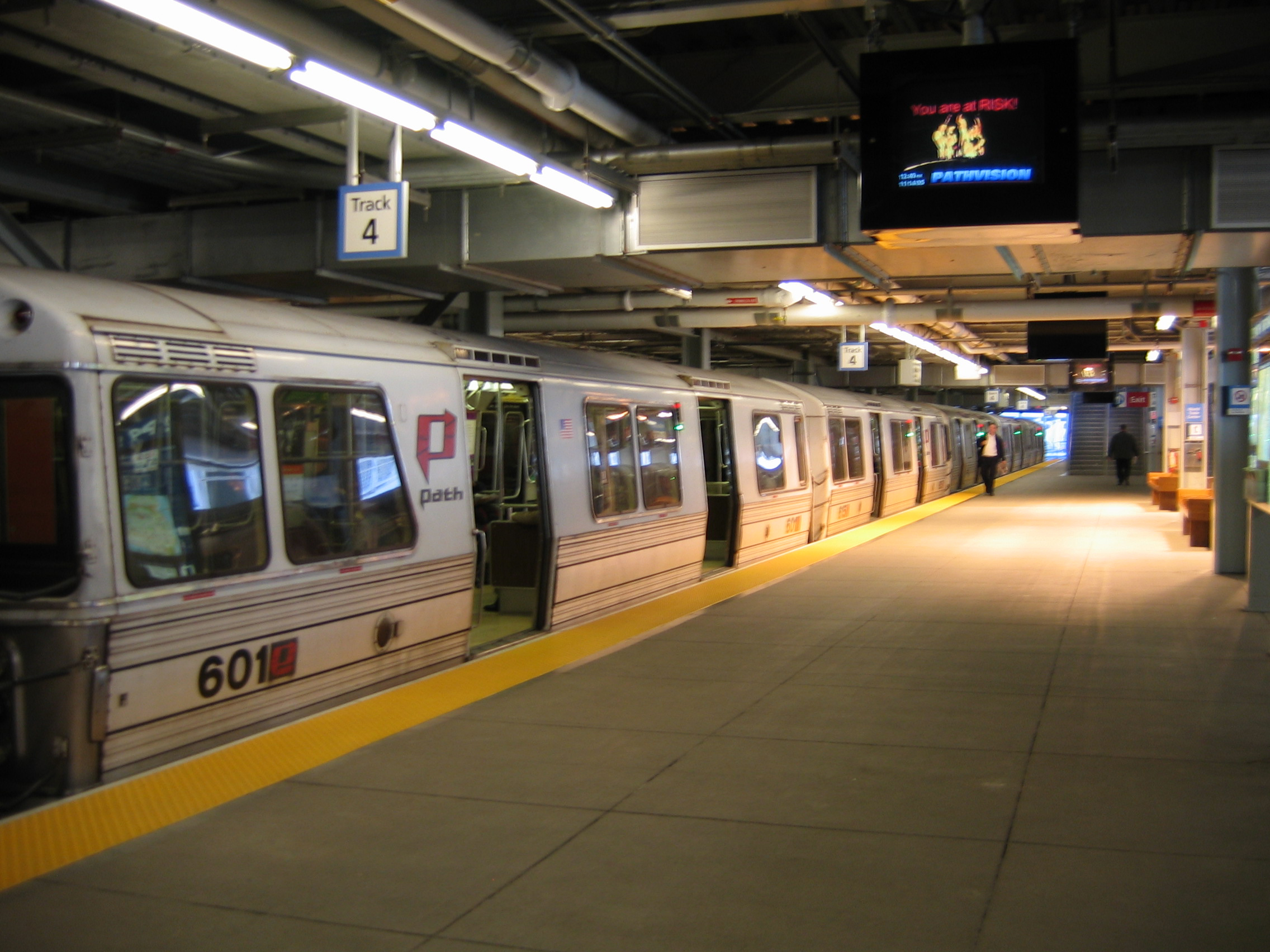
Tren dirigido hacia Hoboken, Nueva Jersey en la estación PATH del World Trade Center.

La Autoridad Portuaria opera la Terminal de Autobuses de la Autoridad Portuaria en la calle 42 y la estación de autobuses del Puente George Washington, el sistema de tránsito rápido Autoridad Portuaria Trans-Hudson (PATH) vinculando a Lower Manhattan y Midtown con Nueva Jersey, el sistema AirTrain Newark vinculando al Aeropuerto Internacional Libertad de Newark con servicios ferroviarios New Jersey Transit y Amtrak por medio de una estación en la línea ferroviaria del Corredor del Noreste (Northeast Corridor) y el sistema AirTrain JFK vinculando al Aeropuerto Internacional John F. Kennedy con las estaciones Howard Beach (metro) y Jamaica (metro y Ferrocarril de Long Island).

### Bienes raíces
La Autoridad Portuaria también participa de emprendimientos conjuntos de desarrollo alrededor de la región, incluyendo el centro de comunicaciones The Teleport en Staten Island, parque industrial Bathgate en el Bronx, la Instalación de Recuperación de Recursos del Condado de Essex, The Legal Center en Newark, Nueva Jersey, Queens West en Long Island City, Nueva York y The South Waterfront en Hoboken, Nueva Jersey.

## Proyectos actuales y futuros
Los principales proyectos de la Autoridad Portuaria incluyen finalización del nuevo complejo del World Trade Center. Otros proyectos incluyen una nueva terminal de pasajeros en el Aeropuerto Internacional John F. Kennedy, renovación de la Terminal B del Aeropuerto Internacional Libertad de Newark y la rehabilitación del Puente Goethals. La Autoridad Portuaria también tiene planes de comprar 340 vagones nuevos para PATH y comenzar una expansión significativa del Aeropuerto Internacional Stewart.

### Sitio del World Trade Center
Como propietario del sitio del World Trade Center, la Autoridad Portuaria ha trabajado desde 2001 en planes para la reconstrucción del sitio, junto a Silverstein Properties y la Lower Manhattan Development Corporation. En 2006, la Autoridad Portuaria alcanzó un acuerdo con Larry Silverstein, quien cedió el control del One World Trade Center a la Autoridad Portuaria. El acuerdo dio a Silverstein los derechos de construir tres torres sobre el costado este del sitio, incluyendo 150 Greenwich Street, 175 Greenwich Street y 200 Greenwich Street. También incluido en los planes es el Centro de Transporte del World Trade Center (World Trade Center Transportation Hub), que reemplazará a la estación temporal de PATH que abrió en noviembre de 2003.